# Forsheda
Forsheda is een plaats in de gemeente Värnamo in het landschap Småland en de provincie Jönköpings län in Zweden. De plaats heeft 1486 inwoners (2005) en een oppervlakte van 149 hectare.

## Verkeer en vervoer
Bij de plaats lopen de Riksväg 27 en Länsväg 153.
De plaats heeft een station aan de spoorlijn Halmstad - Nässjö.